# Utobium granulatum
Utobium granulatum är en skalbaggsart som beskrevs av White 1976. Utobium granulatum ingår i släktet Utobium och familjen trägnagare. Inga underarter finns listade i Catalogue of Life.